# Autocollant pour pare-chocs

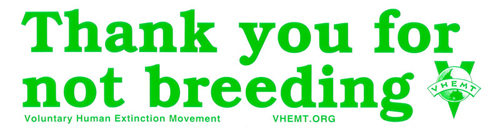
Merci de ne pas vous reproduire : slogan du VHEMT, distribué sous forme d'autocollants pour pare-choc.

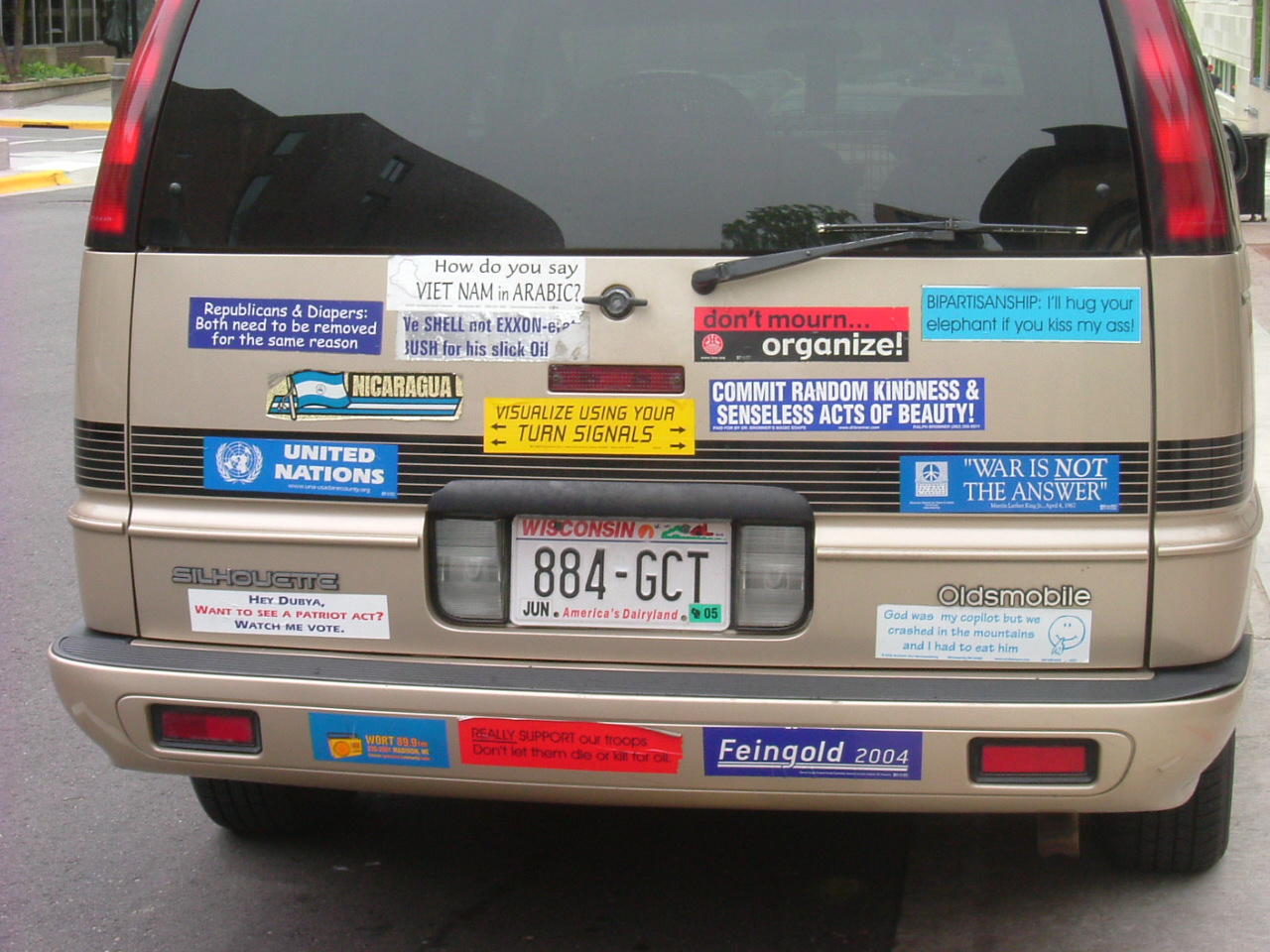
Une automobile avec de nombreux autocollants pour pare-chocs

Un autocollant pour pare-chocs est une étiquette adhésive à coller sur le pare-chocs arrière d'une automobile. Il comporte généralement un message qui affiche les opinions du conducteur, de nature culturelle, humoristique, politique ou philosophique et destiné à être lu par les autres automobilistes. Cette tradition se pratique presque exclusivement en Amérique du Nord. Ainsi, on voit fleurir les autocollants politiques sur le pare-chocs arrière des voitures lors des élections présidentielles américaines.
Ces autocollants spécifiques ont été créés vers les années 1940 et ont commencé à être populaires la décennie suivante en Amérique,.